# ヴァイサハ・イム・タール
ヴァイサハ・イム・タール (ドイツ語: Weissach im Tal) はドイツ連邦共和国バーデン＝ヴュルテンベルク州レムス＝ムル郡に属す町村（以下、本項では便宜上「町」と記述する）である。この町はシュトゥットガルト地方（1992年まではネッカー中流地域）およびシュトゥットガルト大都市圏に属す。この町の行政中心はウンターヴァイサハ地区にある。

## 地理

### 位置
ヴァイサハ・イム・タールは、シュトゥットガルトの北東に位置するバックナング盆地内、シュヴァーベンの森の周縁部の高度 255 m から 460 m に位置している。町内をヴァイサハ川が流れ、自然地理区分上は、シュヴァーベン＝フランケンの森山地、バックナング盆地、およびシュールヴァルトとヴェルツハイムの森の一部をそれぞれ含む。

### 自治体の構成
ヴァイサハ・イム・タールは、かつて独立していた町村ブルーフ、コッテンヴァイラー、ウンターヴァイサハ、オーバーヴァイサハが合併して成立した。

### 土地利用
| 土地用途別面積 | 面積 (km2) | 占有率 |
| -------------- | ---------- | ------ |
| 住宅地         | 1.23       | 8.7 %  |
| 産業用地       | 0.21       | 1.5 %  |
| レジャー用地   | 0.11       | 0.8 %  |
| 交通用地       | 1.02       | 7.2 %  |
| 農業用地       | 8.79       | 62.2 % |
| 森林           | 2.17       | 15.4 % |
| 水域           | 0.11       | 0.8 %  |
| その他の用地   | 0.49       | 3.5 %  |
| 合計           | 14.13      |        |

出典: Statistisches Landesamt Baden-Württemberg

## 歴史

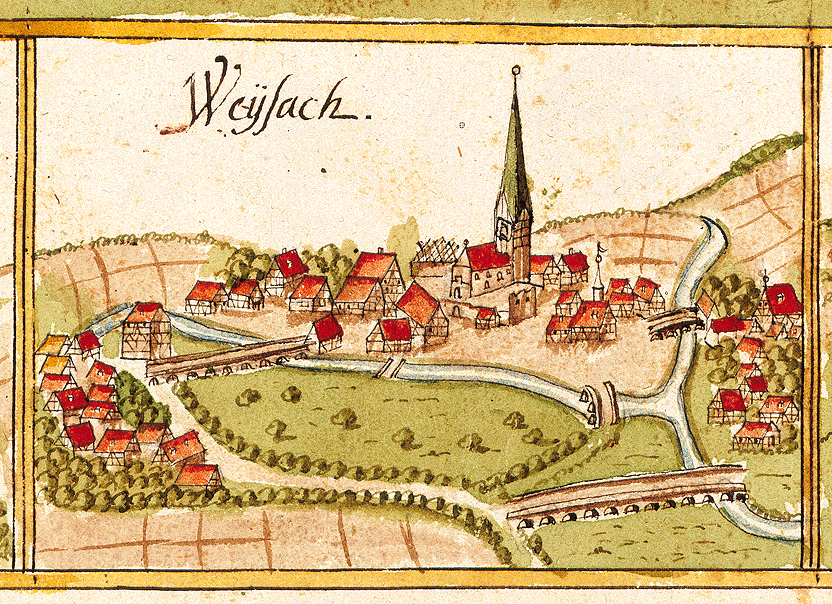
アンドレアス・キーザーの1686年の森林登録簿に描かれたウンターヴァイサハ

ヴァイスザッハー・タールには、おそらく8世紀に定住がなされた。コンラート2世がヴュルツブルク司教にムルハルト周辺の森を寄進した寄進状に、Wizzaha としてヴァイサハが初めて記録されている。ウンターヴァイサハとオーバーヴァイサハは、教皇インノケンティウス4世からバックナング修道院宛ての1245年の寄進の際に初めて記録されている。
現在のヴァイサハ・イム・タールの町域に存在する集落は、遅くとも中世の終わり頃にはすべてヴュルテンベルク領となった。これらの集落は、1806年から1918年まではヴュルテンベルク王国、1918年からヴュルテンベルク自由人民州、1945年から1952年まではヴュルテンベルク＝バーデン州に属した。これらの集落は、行政上はオーバーアムト・バックナングに属した。このオーバーアムトは、1934年にクライス・バックナング（バックナング郡）改名され、1938年に拡張されてラントクライス・バックナング（訳語は同じくバックナング郡）となった。
ヴァイサハ・イム・タールは、1971年7月1日にバーデン＝ヴュルテンベルク州の市町村再編に伴って、それまで独立していた町村ブルーフ、コッテンヴァイラー、ウンターヴァイサハ、オーバーヴァイサハが合併して成立した。こうして成立した町はバックナング郡に属した。バックナング郡は1973年に廃止され、ヴァイサハは、新たにレムス＝ムル郡に属すことになった。
計画中の難民宿舎で、2015年8月23日から24日にかけての夜間に火災が起き、建物の大部分が破壊された。警察側は、これが何者かによる攻撃であることを否定しなかった。

## 行政

### 町議会
ヴァイサハ・イム・タールの町議会は、選挙で選ばれた18人の議員と、議長を務める町長で構成されている。

### 姉妹自治体
ヴァイサハ・イム・タールは以下の姉妹自治体協定を結んでいる。
- マルリー（フランス語版、英語版）（フランス、モゼル県）1989年
- ロマッチュ（ドイツ語版、英語版）（ドイツ、ザクセン州）1990年

## 経済と社会資本

### 教育機関
コッテンヴァイラー市区のヴァイスザッハー・タール教育センターは、ヴェルクレアルシューレ、実科学校、ギムナジウムからなる。ウンターヴァイサハ地区とオーバーヴァイサハ地区には、それぞれ1校基礎課程学校がある。

## 文化と見所

### スポーツ
SV ウンターヴァイサハのサッカーチームは2008/2009年シーズンにベツィルクスリーガ・チャンピオンとなり、ランデスリーガに昇格した。しかしこのリーグを堅持できず、すぐにベツィルクスリーガに戻った。2014年にクライスリーガ A に降格したが、2014/2015年シーズンにクライスリーガ A2 マイスターとなり、再びベツィルクスリーガに昇格した。SV ウンターヴァイサハは、ホームゲームをシュターディオン「アウフ・デア・ハルト」で開催している。このクラブにかつて在籍していた最も有名な選手が、ジュニアチームに所属していたユリアン・シーバーである。この他に、ファビアン・アウペルレ、ラルフ・ラングニック、マルクス・ザイラーもこのクラブに籍を置いた。ヴァイサハで会員数の最も大きなクラブは、シュポルトゲマインシャフト・ヴァイサハ・イム・タールで、ハンドボール、射撃、ダンス、卓球、体操、バレーボール部門を有している。

### 栄誉
ヴァイサハ・イム・タールは、連邦レベルのコンテスト「将来性豊かな自治体」で、2002年と2004年に優勝した。
ウンターヴァイサハ地区の中央にいわゆる「オクゼン＝エリア」を建設することを巡る論争に対する対立に基づく住民請求への積極的な対応に対して、2008年4月に "Mehr Demokratie" 連合（直訳:「もっと民主主義を」連合）から「民主主義のバラ」で顕彰された。

## 人物

### ゆかりの人物
- ユリアン・シーバー（1989年 - ）サッカー選手。ジュニア時代に SV ウンターヴァイサハに所属した。

## 訳注
1. ↑  ヴェルクレアルシューレ (ドイツ語: Werkrealschule) は、ドイツ内でもバーデン＝ヴュルテンベルク州特有の学校形態で、本課程学校の第9または第10学年修了の生徒から選抜で第10学年以降の中等教育クラスに進学できる制度およびその課程